# Tekoa (Waszyngton)
Tekoa – miasto w Stanach Zjednoczonych, w stanie Waszyngton, w hrabstwie Whitman.